# رود کارپوفکا
رود کارپوفکا (انگلیسی: Karpovka) یک رودخانه در شهر سنت پترزبورگ کشور روسیه است.